# Jules Ajodhia
Jules Rattankoemar Ajodhia (District Suriname (huidige district Wanica), 27 januari 1945 – Paramaribo, 29 maart 2024) was een Surinaams politicus.

## Biografie
Mr. Jules Ajodhia heeft rechtswetenschappen gestudeerd aan de Universiteit van Suriname. Als Hindoestaan was hij actief in de Arya Diwaker Vereniging, waarvan vele jaren als voorzitter. Ajodhia was van 1 september 1973 tot 1975 districtscommissaris van Commewijne en na een onderbreking door familieomstandigheden van 1978 tot 1988 van Nickerie.
In 1988 werd hij door de VHP aangezocht om minister van Justitie en Politie te worden. Deze ambtsperiode duurde tot eind 1990. Na de Telefooncoup van december 1990 volgden verkiezingen in 1991. Jules Ajodhia werd nu namens de VHP vicepresident van Suriname (1991-1996) en tevens voorzitter van de Ministerraad .
Speerpunten van beleid van de regering Venetiaan/Ajodhia I :
- Het beëindigen van de Binnenlandse Oorlog.
- Inkrimping van de Surinaamse Krijgsmacht; van 4000 naar 2000 manschappen.
- Het afzetten van Desi Bouterse als bevelhebber.

In 1996 stelde Ajodhia zich niet meer beschikbaar voor het ambt van vicepresident. 
Hij werd vervolgens Lector aan de Universiteit van Suriname van 1996 tot 2000. Hij doceerde de vakken Constitutioneel Recht en Administratief Recht. 
In 2000, na de val van de regering Wijdenbosch II, werd Jules Ajodhia voor de tweede keer vicepresident en Voorzitter van de Ministerraad (2000-2005), geholpen door een ruime verkiezingsoverwinning op 25 mei 2000 van de Nieuw Front Combinatie. Tijdens deze regeerperiode Venetiaan/Ajodhia II begon men met het berechten van de verdachten van de Decembermoorden van 1982, onder wie de hoofdverdachte Desi Bouterse.
Na de verkiezingen van 25 mei 2005 werd Jules Ajodhia lid van de Nationale Assemblée voor de VHP. Van deze partij was Ajodhia ondervoorzitter.
Jules Ajodhia was gehuwd met Lucia Kamlawatie Baldew. Samen kregen zij drie kinderen: één zoon en twee dochters.
Hij is Groot-Officier in de Ere-Orde van de Gele Ster. Hij overleed op 29 maart 2024 in een ziekenhuis in Paramaribo. Zijn uitvaart vond - met staatseer - plaats op 3 april 2024. Hij werd gecremeerd te Weg naar Zee, ten Noorden van Paramaribo.